# 剑山大蛇
剑山大蛇是生存于德岛县剑山附近的一种蛇类神秘生物。

## 出沒經歷
1973年5月，剑山山麓的美马郡穴吹町（现在的美马市）市町村议会议员在山中工作时，目击了全长10余米，直径约30厘米的大蛇，接受报告的地方政府在周围展开搜索，发现了疑似大蛇路过留下的痕迹。
尽管近邻的人家保存有所谓大蛇的头盖骨，但是目击事件仅有这一次。